# Juliaca
Juliaca er en by i den sydøstlige del af Peru, beliggende i regionen Puno, tæt ved Titicaca-søen. Byen har et indbyggertal på 276.110 (2017).